# Riane Eisler
Riane Eisler, född 22 juli 1931 i Wien, Österrike är en amerikansk kulturhistoriker, systemforskare sociolog, 
advokat, sociolog och författare. Som barn flydde hon till Kuba med sina föräldrar från nationalsocialismen. Hon emigrerade senare till USA. Hon studerade sociologi och juridik vid University of California, där hon undervisade och forskade på kulturhistoria och kulturantropologi.

## Biografi
Riane Eisler är dotter till David Tennenhaus och hans fru Elisa. Deras hem plundrades under Kristallnatten och familjen lyckades fly från Österrike och reste till Kuba som vid denna tid var det enda land som tog emot judar. Hon började skolan i Havanna och upplevde de sociala orättvisorna. 1946 fick familjen tillstånd att resa till USA och hon började high school i Los Angeles och sedan University of California, Los Angeles och läste sociologi, antroposofi och senare juridik. Hon gifte sig med George Eisler, fick två döttrar och skiljde sig 1953.